# Jamtara
Jamtara è una città dell'India di 22.426 abitanti, capoluogo del distretto di Jamtara, nello stato federato del Jharkhand. In base al numero di abitanti la città rientra nella classe III (da 20.000 a 49.999 persone).

## Geografia fisica
La città è situata a 23° 56' 60 N e 86° 47' 60 E e ha un'altitudine di 154 m s.l.m..

## Società

### Evoluzione demografica
Al censimento del 2001 la popolazione di Jamtara assommava a 22.426 persone, delle quali 11.607 maschi e 10.819 femmine. I bambini di età inferiore o uguale ai sei anni assommavano a 2.938, dei quali 1.469 maschi e 1.469 femmine. Infine, coloro che erano in grado di saper almeno leggere e scrivere erano 14.791, dei quali 8.658 maschi e 6.133 femmine.